# طائفة جيان
طائفة جيان كانت مملكة طوائف إسلامية أندلسية في العصور الوسطى وكان مركزها الأندلس. استمرت هذه المملكة لفترة قصيرة جدًا مرتين فقط: الأولى في عام 1145 والثانية في عام 1168. وكان يحكمها عرب بني الخزرج. كان مركزها هو منطقة جيان الحالية في جنوب إسبانيا.

## قائمة الأمراء

### سلالة اليوزعيين
- ابن يوزاعي : 1145

### سلالة الحديديين
- أبو جعفر أحمد زفادولا (أيضًا كورد، غران، فال.): 1145
  - إلى الموحدين : 1145–1159
  - إلى مرسية : 1159–1168

### سلالة الهمسكيين
- إبراهيم : 1168
  - إلى مرسية : 1168–1232